# Ryan Vikedal
Ryan Vikedal (ur. 9 maja 1975 w Brooks w Albercie) – perkusista, znany z występów w grupie rockowej Nickelback.
Mieszkał w Brooks w prowincji Alberta. Pierwszy zestaw perkusyjny dostał na 11 urodziny. Pierwszym jego zespołem była grupa The Piemyn, występował w niej będąc w liceum. Następnie trafił do college'u Grand McEwan College w Edmonton. Zarabiał grając muzykę jazzową w lokalnych barach. Ma starszego brata Darrena, oraz siostrę Shelley.
Jego następnym zespołem była grupa grająca muzykę country, Curb Loud Band. Z zespołem tym nagrał trzy płyty, Modern Pain (1995), Unforgiving Mistress (1999) oraz na Five Dollar Bill (2002). W roku 1998 dostał telefon od swego przyjaciela Ryana Peake, (z którym wychowywał się w Brooks) z zaproszeniem na sesję do grupy Nickelback, która pozostawała w tym czasie bez perkusisty. Dołączył do grupy podczas sesji do albumu The State. W zespole Nickelback występował do początku 2005 roku. Wystąpił na 3 płytach studyjnych, The State, Silver Side Up, oraz The Long Road, oraz na 1 koncertowej Live at Home. Fani zapamiętali, gdy w 2002 roku podczas trasy promującej Silver Side Up mimo kontuzji nadgarstka, nie chciał, aby przerwano trasę. Grupę opuścił na początku 2005 roku, a jego miejsce zajął Daniel Adair z grupy 3 Doors Down.
Po opuszczeniu Nickelback, przez kilka miesięcy pracował nad swymi umiejętnościami w Vancouver, pod okiem kilku znanych perkusistów. Pod koniec lipca 2005 roku dołączył do rockowej formacji z Atlanty Soundevice w której występował do 2007 roku, kiedy to zespół zawiesił działalność. Jego ulubione zespoły to m.in. Led Zeppelin oraz U2. Największym idolem Vikedal'a jest nieżyjący już perkusista Led Zeppelin, John Bonham.

## Dyskografia

### Z Curb Loud Band
- "Modern Pain" (1995)
- "Unforgiving Mistress" (1999)
- "Five Dollar Bill" (2002)

### ZNickelback
- "The State" (1998/2000)
- "Silver Side Up" (2001)
- "Live at Home" (2002)
- "The Long Road" (2003)

## Życie prywatne
Związany jest z japonką Tomoe, którą poznał podczas trasy koncertowej zespołu Nickelback w 2002 roku w Japonii.